# Tikøb Kommune
Tikøb Kommune med Tikøb, Hornbæk og Hellebæk sogne blev oprettet i 1842 i henhold til anordning af 13. august 1841 om landkommunalvæsenet som Sjællands og dermed Danmarks nordøstligste, Sjællands arealmæssigt største og indtil 1890 tillige landets mest folkerige landkommune, omkransende den daværende købstad Helsingør. Tikøb kommune eksisterede til kommunalreformen 1970, hvor kommunen – meget imod den stedlige befolknings vilje – blev sammenlagt med Helsingør købstadskommune.
Tikøb kommune lå i Lynge-Kronborg Herred i Frederiksborg Amt.

## Landskab
Tikøb sogns areal var 10.709 tønder land, Hellebæk og Hornbæk sogne samlet 7.788 tønder land, i alt 18.497 tønder land.

### Jordbundsforhold
Jorderne i Tikøb sogn er for en stor del lette og sandede. Kysten nordvest for Helsingør i Hellebæk sogn er for en del bakket og høj, således de skovkransede højder ved Julebækshusene sydøst for Hellebæk og den smukke, med enkelte løv- og nåletræer dækkede Odinshøj nordvest for Hellebæk. Ved nordkysten findes arealer med dæmpet og beplantet flyvesand, nemlig Hornbæk Plantage (omtrent 430 tønder land) og Horneby Sand.

### Skove
Tikøb sogn var rigt på skove, nemlig statsskovene Egebæksvang, Nyrup Hegn, Kelleris Hegn, Gurre Vang, Krogenberg Hegn (tilhørende 2. Kronborg Skovdistrikt), Horserød Hegn og en del af Teglstrup Hegn (tilhørende 1. Kronborg Skovdistrikt). Også store dele af Hellebæk og Hornbæk sogne er bedækkede med skove, således Klosterris Hegn og Risby Vang (der tillige med Hornbæk Plantage hørte til 1. Kronborg Skovdistrikt) samt dele af Teglstrup Hegn med Hammermølle Skov, og som forskønnes ved mange små skovsøer som Bondedammen, Kobberdammen, Videløkkedam, Klare Sø, Sorte Sø med flere. I flere af disse søer findes der små øer. Vest for Hammermølle Skov ligger Bøgholm Sø, syd for Hornbæk by den lille Hornbæk Sø.

### Gurre Sø
I Tikøb sogn er der mange moser og søer, hvoraf den største er Gurre Sø (ca. 440 tønder land).

## Infrastruktur
Tikøb kommune blev gennemskåret af både vigtigere hovedlandeveje og landeveje og efterhånden flere jernbaneforbindelser. I slutningen af 1800-tallet fandtes tillige om sommeren skibsforbindelser ved Øresund.

### Vejnet
De vigtigste vejforbindelser var Kongevejen mellem Helsingør og København, Kongevejen mellem Helsingør, Fredensborg og Hillerød (disse veje blev forgrenede ved Nyrup), Strandvejen langs Øresund, Nordre Strandvej langs nordkysten mellem Helsingør og Gilleleje samt landevejen mellem Helsingør og Frederiksværk. Andre landeveje forbandt Hellebæk og Espergærde samt Hornbæk, Tikøb og Humlebæk.

### Baneforbindelser
Tikøb kommune blev efterhånden inddraget i det moderne banenet:
- i 1864 anlagdes Nordbanen (stationer i Kvistgaard og Snekkersten),
- i 1897 anlagdes Kystbanen (stationer i Espergærde og Snekkersten),
- i 1906 anlagdes Hornbækbanen, 1916 forlænget til Gilleleje (stationer i Hornbæk, Saunte, Aalsgaarde).

Disse baneforbindelser fremmede først feriegæsternes, siden de fastboendes antal. Senere, i 1930-erne, oprettedes et antal holdesteder, blandt andre Mørdrup Trinbræt.

## Bebyggelsesforhold
I Tikøb sogn lå oprindeligt bebyggelserne Tikøb, Tikøb Skovhuse, Harreshøj, Saunte, Jonstrup, Lille Esbønderup, Gurre, Nyrup, Reerstrup, Tibberup, Espergærde, Mørdrup, Skotterup, Snekkersten, Rørtang, Bistrup, Risby Huse, Bøtterup, Plejelt, i Hornbæk og Hellebæk sogne fandtes bebyggelserne Hornbæk, Horneby, Hellebæk, Aalsgaarde, Apperup, Boderne, Ellekilde, Skibstrup, Holmene, Havreholm.
Flere af disse bebyggelser, fortrinsvis de, der oprindelig var fiskerlejer ved kysten, udviklede sig med tiden først til ferieområder og senere til helårsbeboede byer, der til dels voksede sammen, således Espergærde med Mørdrup, Tibberup og Skotterup (sydlige del), Skotterup (nordlige del) med Snekkersten (der tillige udviklede sig til forstæder til Helsingør købstad), Hellebæk med Aalsgaarde, Ellekilde og Boderne samt Hornbæk med Horneby. I indlandet oplevede Tikøb som kommunesæde samt Gurre og Nygaard ved vigtige vejkryds mellem henholdsvis nord-sydgående og øst-vestgående landeveje en mere beskeden byudvikling, og det samme gjaldt stationsbyerne Kvistgaard og Saunte.

## Befolkningsudviklingen i Tikøb kommune
Tikøb kommunes befolkning voksede det meste af den tid, sognekommunen eksisterede; dog skete et mindre tilbageslag i forbindelse med den landbrugskrise, som ramte Danmark i 1870-erne.
| År   | Tikøb kommune | Espergærde | Hellebæk- Ålsgårde | Hornbæk | Kvistgaard | Snekkersten | Tikøb |
| ---- | ------------- | ---------- | ------------------ | ------- | ---------- | ----------- | ----- |
| 1834 | 5.734         | 87         |                    |         |            |             |       |
| 1840 | 5.991         | 90         |                    |         |            |             |       |
| 1860 | 6.715         | 146        |                    |         |            |             |       |
| 1870 | 6.797         | 180        |                    |         |            |             |       |
| 1880 | 6.601         | 161        |                    |         |            |             |       |
| 1890 | 6.733         | 234        |                    |         |            |             |       |
| 1901 | 6.998         | 311        | 686                | 715     |            |             |       |
| 1906 | 7.292         | 366        | 1.206              | 815     |            | 555         |       |
| 1911 | 7.302         | 500        | 1.055              | 846     |            | 569         |       |
| 1916 | 7.429         | 713        | 1.014              | 988     |            | 675         |       |
| 1921 | 8.113         | 769        | 1.018              | 1.113   |            | 873         |       |
| 1925 | 8.901         | 1.032      | 982                | 1.122   | 271        | 1.216       |       |
| 1930 | 8.910         | 1.606      | 1.035              | 1.024   | 308        | 1.294       |       |
| 1935 | 9.305         | 1.849      | 1.331              | 1.115   | 236        | 1.415       | 390   |
| 1940 | 9.928         | 1.912      | 1.247              | 1.394   | 462        | 1.559       | 361   |
| 1945 | 10.669        | 2.396      | 1.306              | 1.405   | 455        | 2.396       | 421   |
| 1950 | 11.923        | 2.626      | 1.602              | 1.574   | 490        | 1.784       |       |
| 1955 | 13.058        | 3.177      | 1.756              | 1.790   | 560        | 1.899       |       |
| 1960 | 14.497        | 4.039      | 1.870              | 1.954   | 527        | 1.980       | 305   |
| 1965 | 17.182        |            | 2.240              | 2.121   | 567        |             | 389   |
| 1967 | 19.132        | 7.425      | 2.525              | 2.200   | 775        | 2.250       | 725   |

Blandt kommunens byområder var Espergærde det, der voksede mest: fra at have været en enkelt mindre blandt et stort antal bebyggelser (landsbyer og fiskerlejer) med blot 1,52% af sognekommunens indbyggere udviklede Espergærde sig til at blive kommunens hovedby med 38,81% af sognekommunens samlede indbyggertal.
Hellebæk-Ålsgårde var i begyndelsen af 1900-tallet kommunens største byområde, men det stagnerede helt frem til omkring 1960 og voksede kun beskedent i 1960-erne. Områdets udvikling var overvejende beroende på klædefabrikkens trivsel. En lignende udvikling gjorde sig gældende for Hornbæks vedkommende; her var det byens rolle som fiskeriby og ferieby, der lagde rammerne for byens udvikling. I 1967 rummede Hellebæk-Ålsgårde byområde 13,20 % af den samlede befolkning, Hornbæk 11,50 %.
Indlandsbyerne Kvistgaard og Tikøb udviste begge en meget beskeden byudvikling til trods for, at der i 1960-erne blev udlagt visse områder til byudvikling, dog mest som en afrunding af de eksisterende bebyggelser. I 1967 rummede de to byer hver omkring 4 % af den samlede befolkning.
Snekkersten udviklede sig fortrinsvis som en forstad til Helsingør, men byudviklingen blev hæmmet noget af, at de mest egnede arealer for byudvikling hørte under den store landbrugsejendom Borupgaard og frem til 1970 ikke blev inddraget til byudvikling.

### Næringsfordeling
Ifølge folketællingen 1890 var næringsfordelingen i Tikøb sogn følgende: 229 levede af immateriel virksomhed, 1661 af jordbrug, 19 af gartneri, 377 af fiskeri, 781 af industri (væsentlig teglbrænderi, skibs- og bådebyggeri), 102 af handel, 21 af søfart, 633 af andre næringer, 111 af deres midler, og 153 var under fattigvæsenet. Foruden Landbruget var altså fiskeriet, der blev drevet fra fiskerlejerne langs kysten, og industrien vigtige næringsveje, men også tørvevinding, skovarbejde, kostebinding og lignende var af betydning for den da talrige husmandsklasse. I Hornbæk og Hellebæk sogne var næringsfordelingen følgende: 134 levede af immateriel virksomhed, 706 af jordbrug, 15 af gartneri, 423 af fiskeri, 808 af industri (især i tilknytning til Hellebæk Klædefabrikker og teglbrænderi), 97 af handel, 30 af søfart, 310 af andre næringsveje, 104 af deres midler, og 19 var under fattigvæsenet. Ved siden af jordbruget spillede således både fiskeri og industri en stor rolle, ja i Hellebæk sogn overgik disse to næringsveje langt jordbruget. Som helhed spillede således både landbrug, fiskeri og industri betydelige roller som næringsveje for befolkningen.
Ifølge folketællingen 1906 var næringsfordelingen i Tikøb sogn følgende: 130 levede af immateriel virksomhed, 1604 af landbrug, skovbrug og mejeri, 268 af fiskeri, 991 af håndværk og industri, 123 af handel, 264 af samfærdsel (jernbane, post- og telegrafvæsen, transport og søfart), 155 som kapitalister og aftægtsfolk, 191 var offentligt forsørgede og 78 levede af andre og uangivne næringer. I Hornbæk og Hellebæk sogne var næringsfordelingen følgende: 142 levede af immateriel virksomhed, 1228 af landbrug, skovbrug og mejeri, 245 af fiskeri, 1217 af håndværk og industri, 203 af handel, 192 af samfærdsel, 116 som kapitalister og aftægtsfolk, 95 var offentligt forsørgede, og 50 levede af andre og uangivne næringer. Landbrug og industri var således fortsat de vigtigste næringsveje, mens fiskeriets betydning var aftagende.
Ifølge folketællingen 1930 var næringsfordelingen i Tikøb kommune følgende: 2.897 levede af landbrug med videre, 2.343 af håndværk og industri, 782 af handel, 651 af transport, 374 af immateriel virksomhed, 670 af husgerning, 1.088 var ude af erhverv, og 106 havde ikke angivet indtægtskilde.
Ifølge folketællingen 1950 var næringsfordelingen i Tikøb kommune følgende: 2.622 levede af landbrug med videre, 4.609 af håndværk, industri og byggeri, 1.142 af handel, 778 af transport, 954 af immaterielle erhverv, 1.502 af formue, rente og lignende, mens 306 ikke havde angivet indkomstkilde. I landdistrikterne var landbrug fortsat fremherskende mens industri, handel, transport samt immaterielle erhverv overvejende var samlede i bymæssige områder.

## TikøbSogneforstanderskab
Kommunens store indbyggertal, der skyldtes et forholdsvis stort antal landsbyer og fiskerlejer spredt mellem de omfattende skove (Danstrup Hegn, Egebæksvang, Hornbæk Plantage, Klosterris Hegn, Krogenberg Hegn, Nyrup Hegn, Kelleris Hegn,Teglstrup Hegn) medførte, at landkommunen tidligt fandt egne løsninger for at opfylde sine daværende ansvarsområder: fattigvæsen, vejvæsen og skolevæsen, nemlig dels at nedsætte ad hoc-udvalg, dels at udpege enkeltmedlemmer til at klare de mest presserende opgaver. Sognerådsformandens opgaver var ganske store og indebar, at meget få kunne påtage sig dette hverv, og de fleste sognerådsformænd var kendetegnende nok embedsmænd, proprietærer eller rentierer.
Tikøb Sogneforstanderskab talte allerede fra 1842 15 medlemmer, hvilket langt overgik andre sognekommuner. I 1856 ydede kommunen vederlag til sognerådsformanden, formentlig som den første sognekommune i Danmark, og i 1850’erne ansattes en sekretær for sogneforstanderskabet, vist nok som den første sognekommune i landet. Fra 1859 nedsattes de første stående udvalg (udvalg, der kunne tage beslutninger på rådets vegne), atter længe før nogen anden dansk sognekommune gjorde noget lignende. 1867 nedsattes en ligningskommission. 1883 nedsattes en sundhedskommission, 1908 nedsattes en bygningskommission.
1861 opførtes Tikøb Fattig- og Arbejdsanstalt, den første af sin art i en sognekommune i Danmark. Fra 1867 rummede ejendommen tillige kommunekontor med faste, daglige åbningstider, igen det første kommunekontor i nogen dansk sognekommune. Fra 1877 fik anstalten også en sindssygeafdeling.
1931 opførtes en brandstation i Tikøb. I 1938/1939 moderniseres skolevæsenet derved, at der indføres et såkaldt købstadordnet skolevæsen (15-20 år før andre sognekommuner). 1963 nedlagde Tikøb Kommune de små umoderne lokalbiblioteker og indførte som den første kommune i Danmark en bogbus. Herved blev kommunens biblioteksvæsen et af amtets største.

## Bygningsvedtægter
1933 fik kommunen en bygningsvedtægt, revideret 1939 og 1941. Bygningsvedtægten havde gyldighed for kommunens kystområder, hvor de gamle fiskerlejer snart udviklede sig til satellitbyer for arbejdssøgende i København og Helsingør (Espergærde og Snekkersten), som fabriksby (Hellebæk-Aalsgaarde) og som feriebyer (fortrinsvis Hornbæk, men tillige Espergærde, Skotterup og Snekkersten).

## Dispositionsplaner
Tikøb Kommune vedtog i 1947 en dispositionsplan, der lagde grunden til en stor bebyggelsesvækst, fortrinsvis på Sydkysten men også i en vis udstrækning på Nordkysten. Inde i landdistriktet var kun Kvistgaard udpeget til at få såkaldt byudvikling i form af en udbygning af et industriområde. Dispositionsplanen blev underkastet en revision i 1957, der resulterede i en ny og mere omfattende dispositionsplan for Espergærde, der havde udviklet sig til kommunens største by og som omtrent samtidig blev hovedsæde for sognerådet. I forlængelse heraf blev udarbejdet partielle byplanvedtægter for boligområder, blandt andet i Tibberup.
I anden halvdel af 1950-erne blev Espergærde for alvor inddraget i byudviklingen i form af en stigende tilflytning. I henhold til en undersøgelse foretaget af kommunen kom i tiden 1954-59 10% fra Helsingør, 45% af tilflytterne fra Københavnsregionen og 45% fra det øvrige land. Kun få havde arbejde i byen: 40% arbejdede i Helsingør, 40% i Storkøbenhavn, 12% i det øvrige Nordøstsjælland og kun 8% i byen. Dette førte til, at kommunen sigtede mod at udvikle stedlige arbejdspladser.
I 1960 vedtoges en ny dispositionsplan for Espergærde, og nu byggedes etageboliger og villaer i stort omfang. I 1960-erne skete en voldsom udbygning af Espergærde, hvis indbyggertal voksede fra 4.000 til næsten 10.000 indbyggere. Mest markant var opførelsen af byområdet "Den hvide by", igangsat 1962 på den tidligere landbrugsejendom Søbækgårds jorder, omfattede 46 kædehuse, etagehuse i 3 etager og et samlet butiks- og servicecenter. Desuden blev der i den vestlige del af det nye byområde udlagt et større erhvervsareal.
Især i 1960’erne opkøbte kommunen adskillige landbrugsejendomme og lod derefter arealerne byggemodne eller solgte dem til en bygherre, der lod arealerne bebygge, således Borupgård ved Snekkersten og Bøgehøjgaard ved Hornbæk. Andre ærværdige landbrugsejendomme blev opkøbt med henblik på udnyttelse til andre offentlige formål, bl.a. Sindshvile ved Kvistgaard.

## Kommunalreformen 1970
Tikøb kommune oplevede en stor befolkningsfremgang i 1960-erne og havde ved årtiets udgang et indbyggertal, der fuldt ud svarede til det, man ønskede at opnå ved kommunalreformen i 1970. Tikøb kommunes indbyggere var voldsomt imod den planlagte (og gennemtvungne) sammenlægning med Helsingør købstad, idet man mente, at kommunen (der på dette tidspunkt havde omkring 20.000 indbyggere) sagtens (og bedre alene) var i stand til at klare sig selv. Daværende indenrigsminister Poul Sørensen skar dog til sidst igennem og gennemtvang sammenlægningen. Dette overgreb er aldrig glemt og holdes vedlige i erindringen af sognekommunens gamle indbyggere.
Sammenlægningen var dog – efter forholdene – ganske vellykket på det administrative plan: det endte med, at man fandt gode arbejdsdelinger, således blev opgavefordelingen mellem de gamle tekniske forvaltninger den, at sognekommunens tekniske forvaltning tog sig af kommuneplanlægningen for den nye storkommune (under ledelse af Ulf Hasager) mens stads- og havneingeniørens kontor klarede saneringsplanlægningen (og på en måde, der gjorde Helsingør til forbillede for bevarende byfornyelse – takket være den daværende leder Eckhart Hansen). De fleste topposter i administrationen blev forøvrigt besat med de gamle embedsmænd fra Tikøb!